# قره‌کمر
قَره‌کَمَر (واژه‌ایست اُزبکی؛ به‌معنای 'کمرسیاه') پناهگاه صخره‌ای کوچکی در فاصلهٔ ۱۳۵ متری بر فراز درهٔ هزارسوم، در شمال شهر اَیبَک در ولایت سمنگان افغانستان است، که احتمالا محل موقتی شکار بوده‌است.
از نظر گونه‌شناسی، و نه چینه‌شناسی، چهار فرهنگ مختلف مشاهده شده، که دورهٔ سوم از همه مهمتر است. مجموعا ۸۲ قطعه سنگ چخماق پیدا شده، که  بیشتر آن ریزسنگ می‌باشند. آثار بدست‌آمده از قره‌کمر هیچگونه شباهتی به آثار کاوش‌شده از پایگاه‌های دیگر افغانستان، آسیای میانه، هند یا پاکستان ندارند. نزدیکترین مشابه آن فرهنگ برادوستی در کوه‌های زاگرس در ایران است.
پایگاه‌های باستان‌شناسی افغانستان از عصر سنگ
پارینه‌سنگی زیرین □
پارینه‌سنگی میانی ■
پارینه‌سنگی بالایی ▲
فراپارینه‌سنگی ○
نوسنگی •
شهر امروزی ◉

توجه: برای مشاهدهٔ موقعیت صحیح این پایگاه‌ها از تفکیک‌پذیری (resolution) ابعاد ۱۹۲۰ در ۱۰۸۰ و زوم ٪۱۰۰ در صفحهٔ نمایشگر خود استفاده کنید.

## مطالعهٔ بیشتر
- Coon & Coulter ۱۹۵۵ (۴٫۱۱) - summary of the excavations and results.
- Coon & Ralph ۱۹۵۵ (۴٫۱۲) - brief note and table of the C-۱۴ dates.
- Coon ۱۹۵۷ (۴٫۱۱): ۲۰۵-۲۳۷ - light account of the search for the site and its subsequent excavation.
- Hayashi & Sahara ۱۹۶۲ (۴٫۱۱۱): ۴۴ - photo and brief description in Japanese.
- Dupree ۱۹۶۷ (۴٫۱۲) - summary, with a discussion on the chronology and comparative material.
- Masson & Sarianidi ۱۹۶۹ (۴٫۱۱۲) - discuss the site in its wider chronological and Near Eastern context.
- McBurney ۱۹۷۲ (۴٫۱۱۱): ۲۳-۲۴ - brief discussion of Coon's work with a summary and plan of his own work.
- Davis ۱۹۷۴ (۴٫۱۱۱): ۶۰-۶۱ & ۱۷۷-۲۰۸ - full description of the excavations, stratigraphy and lithics.
- N. Dupree et al., ۱۹۷۴ (۱٫۸۳): ۵۳-۵۷ - summary of the site and description of the objects on display in the Kabul Museum.